# 加布里埃尔·德尔莫特
加布里埃尔·德尔莫特（法語：Gabriel Delmotte；1876年2月5日—1950年3月10日），法国天文学家、议员和法国北部诺尔省马尼耶尔市市长。
他是1923年巴黎出版的《月面研究和月球轨道新理论》（法語：Recherches sélénographiques et nouvelle théorie des cirques lunaires）一书的作者。
月球上的「德尔莫特环形山」就是以他的名字命名的。